# Can-Am Cup 1974
La Can-Am Cup 1974 fu la 4ª edizione della manifestazione organizzata dalla Federazione internazionale sci.
In campo maschile il canadese Gary Aiken si aggiudicò sia la classifica generale, sia quella di discesa libera; lo statunitense Steve Mahre vinse quelle di slalom gigante e di slalom speciale. Lo statunitense Cary Adgate era il detentore uscente della Coppa generale.
In campo femminile la statunitense Leith Lende si aggiudicò sia la classifica generale, sia quella di slalom gigante e di slalom speciale; la sua connazionale Betsy Devin vinse la classifica di discesa libera. La canadese Betsy Clifford era la detentrice uscente della Coppa generale.